# Chalcidoptera trogobasalis
Chalcidoptera trogobasalis is een vlinder uit de familie van de grasmotten (Crambidae). De wetenschappelijke naam van deze soort is voor het eerst gepubliceerd in 1912 door George Francis Hampson.

## Verspreiding
De soort komt voor in Nigeria.

## Waardplanten
De rups leeft op Nauclea diderrichii (Rubiaceae).